# Mokowo (gromada)
Mokowo – dawna gromada, czyli najmniejsza jednostka podziału terytorialnego Polskiej Rzeczypospolitej Ludowej w latach 1954–1972.
Gromady, z gromadzkimi radami narodowymi (GRN) jako organami władzy najniższego stopnia na wsi, funkcjonowały od reformy reorganizującej administrację wiejską przeprowadzonej jesienią 1954 do momentu ich zniesienia z dniem 1 stycznia 1973, tym samym wypierając organizację gminną w latach 1954–1972.
Gromadę Mokowo z siedzibą GRN w Mokowie utworzono – jako jedną z 8759 gromad na obszarze Polski – w powiecie lipnowskim w woj. bydgoskim, na mocy uchwały nr 24/8 WRN w Bydgoszczy z dnia 5 października 1954. W skład jednostki weszły obszary dotychczasowych gromad Mokowo, Mokówko, Płonczyn i Borowo oraz wieś i kolonia Wierzniczka z dotychczasowej gromady Płomiany ze zniesionej gminy Chalin, a także obszary dotychczasowych gromad Kochoń i Kamienne Brody ze zniesionej gminy Czarne, w tymże powiecie. Dla gromady ustalono 20 członków gromadzkiej rady narodowej.
Gromadę zniesiono 31 grudnia 1961, a jej obszar włączono do gromad Chalin (wsie Mokowo, Borowo, Mokówko, Kochoń i Wierzbiczka) i Wielgie (wsie Płonczyn i Kamienne Brody) w tymże powiecie.